# Comté de Hickman (Tennessee)
 (novembre 2024).
Pour les articles homonymes, voir Comté de Hickman.
Le comté de Hickman est un comté de l'État du Tennessee, aux États-Unis. Son siège est situé à Centerville et sa population était en 2000 de 22 295 habitants.

## Personnalité liée au comté
Mary Fields (1832–1914), première femme afro-américaine à devenir factrice longue distance